# 国鉄キ550形貨車 (2代)
国鉄キ550形貨車（こくてつキ550がたかしゃ）は、日本国有鉄道（国鉄、当時は鉄道省）が、1932年（昭和7年）から製造・使用した事業用貨車（複線用ラッセル式除雪車）である。
本形式の元になったキ1500形、キ500形（二代）についてもここで解説する。

## 概要
鉄道省初の鋼製複線用ラッセル除雪車として、1932年（昭和7年）に苗穂工場にて製造されたキ250形（キ250）が1941年（昭和16年）3月の称号規程改正により、キ550形（キ550）と改称された。
1943年（昭和18年）から1959年（昭和34年）にかけて苗穂工場、土崎工場、飯野産業において新製車36両（キ551 - キ556、キ559 - キ588）が増備された。
昭和30年度貨車更新修繕計画（1955年（昭和30年）6月22日通達）により苗穂工場にて2両のキ1500形を、木製車体を鋼体化改造してキ550形に編入された。（キ557 - キ558）車籍編入日は1956年（昭和31年）1月7日であった。
昭和33年度貨車整備工事改造計画（1958年（昭和33年）8月5日通達）により苗穂工場にて除雪能力を改善するため、その前頭部の形状を変更し、フランヂャーを直動式に改造した。
1961年（昭和36年）から1968年（昭和43年）にかけて旭川工場、土崎工場、新津工場、松任工場、長野工場にてキ100形を改造してキ550形に編入された。（キ589 - キ599、キ1550 - キ1569）
以上合計70両（キ550 - キ599、キ1550 - キ1569）が在籍し日本各地の豪雪地帯で運用された。車体塗色は黒で、1968年（昭和43年）10月1日ダイヤ改正では高速化不適格車とされて最高速度65 km/hの指定車となり、識別のため記号に「ロ」が追加され「ロキ」となり黄1号の帯を巻いている。
全長は12,200 mm、全幅は2,621 mm、全高は4,015 mm、台車中心間距離は6,500 mm、自重は30.0 t、台車は前位がTR42A、後位がTR41Cであった。
最後まで在籍した車が1987年（昭和62年）に廃車になり形式消滅した。
キ552は1986年（昭和61年）の廃車後、住友大阪セメントが構内除雪用として購入し、岐阜工場に配置されていた。

## キ1500形
キ1500形は1945年（昭和20年）に苗穂工場にて2両（キ1500 - キ1501）が製造された、木製ラッセル式除雪車である。戦争中という時局柄資材の入手が難しく、他の戦時設計による車両と同様に木製の部位が多かった。つまり木製のキ550形式という表現が適当である。この為キ550形式を名乗ることができず新形式のキ1500形となった。その配置はキ1500が小樽築港駅、キ1501が岩見沢駅であり、北海道内でのみ運用された。木製のため破損、修理が多く稼働率は鋼製車に比べ低かった。1956年（昭和31年）1月7日に2両（全車）ともキ550形に改造された事により形式消滅となり、本車も晴れてキ550形の一員となれた。

## キ500形
日本初の木製複線用ラッセル式雪かき車としてユキ17形1両（ユキ17）が、1913年（大正2年）アメリカ合衆国のラッセル・アンド・スノープラウ社より輸入された。
導入された背景には函館本線、手宮線が複線化されたことにある。ユキ17形は当初前後に鋤（すき）を持ち、方向転換をすることなく使用することにより運用の効率化が期待されたが、連結器の着脱のわずらわしさから片側の鋤が撤去された。
翌年の1914年（大正3年）から、1924年（大正13年）にかけてユキ17形を元に札幌工場（苗穂工場の旧称号）、苗穂工場にてユキ18形5両（ユキ18 - ユキ22）が製作された。
1928年（昭和3年）の車両称号規程改正により、ユキ17形、ユキ18形は、キ200形と改称された。キ200形は北海道内のみに配置され運用された。
キ200形は、1941年（昭和16年）3月の称号規程改正により、キ500形と改称された。キ500形としては2代目に当たり、キ500形初代は同日キ800形へ改称された。
最後まで在籍した2両（キ500, キ505）が1956年（昭和31年）6月1日に廃車になり同時に形式消滅となった。

## 除雪方法
本形式は複線用ラッセル式除雪車であるが、その除雪方法は単線用ラッセル式除雪車と同一である。ただし、単線用除雪車は左右両側に除雪するのに対して、複線用では左側のみに除雪する。複線区間を除雪する場合、単線用では複線間に雪が溜まってしまうが、複線用ではその問題が生じないため効率に優れている。
複線用除雪車は、線路が密集している構内等でも威力を発揮した。進行方向に対して一番右側の線路から除雪していき、次にそのすぐ左側の線路を除雪して、徐々に雪を左側に押しやるという手順であった。

## 保存車
- キ552 - 岐阜県本巣市 住友大阪セメント岐阜工場（非公開）
- キ555 - 滋賀県米原市 米原公民館
- キ1567 - 北海道小樽市 小樽市総合博物館